# Guttigadus kongi
Guttigadus kongi is een straalvinnige vissensoort uit de familie van diepzeekabeljauwen (Moridae). De wetenschappelijke naam van de soort is voor het eerst geldig gepubliceerd in 1988 door Markle & Meléndez C..